# Mónika Balsai
Dans le nom hongrois Balsai Mónika, le nom de famille précède le prénom, mais cet article utilise l’ordre habituel en français Mónika Balsai, où le prénom précède le nom.
Mónika Balsai, née le 13 décembre 1977 à Vác (Hongrie), est une actrice hongroise.

## Filmographie

### Au cinéma
- 2001 : May Day Mayhem! (Csocsó, avagy éljen május elseje!)
- 2004 : A ház
- 2005 : Palika leviszi a szemetet : Klárika (Palika's wife)
- 2007 : 3 (történet a szerelemröl)
- 2007 : Az emigráns : a fiatal Lola
- 2008 : Rövid, de kemény... életem : Pregnant girl
- 2008 : Valami Amerika 2 : Soap Actress
- 2011 : Beast (Csicska)
- 2014 : Couch Surf : Feleség
- 2015 : Liza the Fox-Fairy (Liza, a rókatündér) : Liza
- 2016 : Roues libres (Tiszta szívvel) : Zita
- 2016 : L'Étrangleur (A martfüi rém) : Szigeti Nóra
- 2017 : La Lune de Jupiter (Jupiter holdja)
- 2017 : Trees of Blood (Vér-erdö)
- 2017 : Kincsem : Hédike
- 2018 : Dédale meurtrier (X – A rendszerből törölve) : Éva Bartiz

## Distinctions
- Prix Mari-Jászai
- Prix d'art Gundel
- Prix Phoenix
- Prix du cinéma hongrois de la meilleure actrice (2016)